# 3971 Voronikhin
3971 Voronikhin là một tiểu hành tinh vành đai chính với chu kỳ quỹ đạo là 1759.0703899 ngày (4.82 năm).
Nó được phát hiện ngày 23 tháng 12 năm 1979.